# 伏見大手劇場
伏見大手劇場（ふしみおおてげきじょう）は、かつて存在した日本の映画館である。正確な成立時期は不明であるが、京都府紀伊郡伏見町（現在の同府京都市伏見区）の大手筋に伏見帝國館（ふしみていこくかん、新漢字表記伏見帝国館）として開館した。明治中期に福富座（ふくとみざ）として開館、1895年（明治28年）7月11日に伏見大手座（ふしみおおてざ）と改称した芝居小屋を源流に持つ。第二次世界大戦後の1950年代に、伏見日活館（ふしみにっかつかん）、伏見日活映画劇場（ふしみにっかつえいがげきじょう）、そして伏見大手劇場と改称した。俳優の長谷川一夫の叔父、長谷川宗太郎が経営したことで知られ、長谷川一夫は、子役としての初舞台をこの大手座で踏んだ。

## 沿革
- 明治中期 - 福富座として開館[15]
- 1895年7月11日 - 館主変更により伏見大手座と改称[15]
- 1897年12月 - 劇場経営会社「伏見大手座株式会社」を設立[19]
- 1903年1月 - 同座破損のため仮小屋を建てるが1公演後に廃座、休館状態になる[16]
- 1907年1月19日 - 新築落成・再開業[16]
- 1910年9月 - 長谷川宗太郎が同座経営に進出[14][16]
- 1927年 - 長谷川が取締役を務める京都土地興業に経営が移る[7][8]
- 1950年前後 - 伏見日活館と改称[20]
- 1955年1月 - 日活が整理売却、伏見日活映画劇場と改称[21][22]
- 1957年前後 - 伏見大手劇場と改称[2]
- 1962年 - 閉館[4][5]

## データ
- 所在地 : 京都府紀伊郡伏見町伯耆町
  - 現在の京都府京都市伏見区伯耆町15番地3号 プラザ大手筋（ザ・ダイソー伏見プラザ大手筋店が入居）の位置[23]（かつての西友伏見店）

北緯34度55分56.13秒 東経135度45分39.79秒 / 北緯34.9322583度 東経135.7610528度
- 経営 : 
  1. 不明
  2. 伏見大手座株式会社
  3. 長谷川宗太郎[13][14]
  4. 京都土地興業（長谷川宗太郎）[7][8]
  5. 日活[21][22]
  6. 谷口真一[3][22]
- 構造 : 木造二階建[3]
- 観客定員数 : 850名（1927年[7]・1929年[8]） ⇒ 400名（1930年[9]） ⇒ 556名（1942年[11]・1943年[12]） ⇒ 130名（1960年[3]）

## 概要

### 伏見大手座

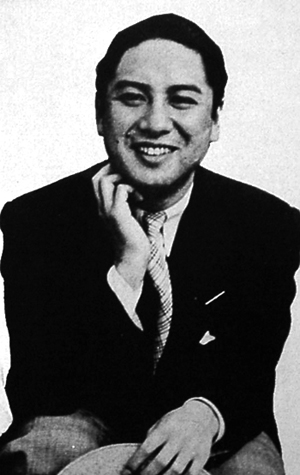
大手座時代に初舞台を踏んだ長谷川一夫（1939年の写真）

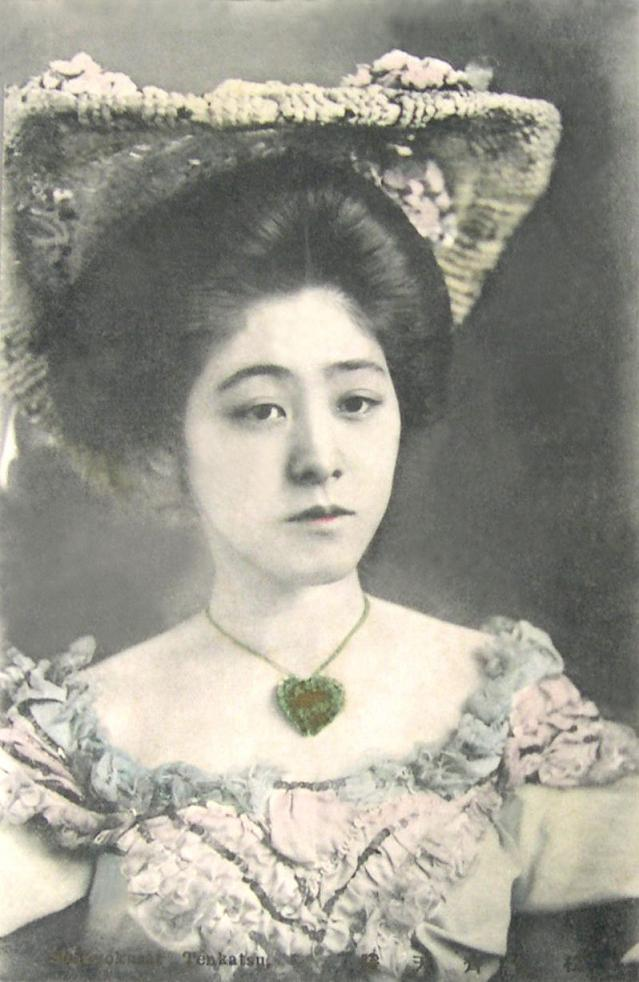
1934年に大手座で引退興行を行った女奇術師・松旭斎天勝

正確な成立時期は不明であるが、明治中期のある時期、京都府紀伊郡伏見町（現在の同府京都市伏見区）の大手筋に福富座として開館する。その後、1895年（明治28年）には従来の館主から交代したため伏見大手座と改称し、同年7月11日、大阪から二代目市川市十郎らの一座を招いて公演を行い、これをもって同座の開館とする。同地は、1895年（明治28年）2月1日に京都電気鉄道伏見線（のちの京都市電伏見線）が開通して大手筋電停が主要駅として設置され、大手筋には商店が立ち並び、賑いを見せていた。1897年（明治30年）12月には、劇場経営会社「伏見大手座株式会社」が設立されている。1903年（明治36年）1月5日・7日・29日付の『大阪朝日新聞京都附録』によれば、同座は破損のため興行を停止しており、仮小屋を当時風呂屋町に存在した伏見郵便局前に設置して中村鴈笑（のちの市川左文次）の一座が公演、同月26日をもって仮小屋を廃座したという。このとき伏見町内の有志家が出資して、同座の新築を行っている旨、報じられた。
その後、同座は再建されることなく放置されたが、同町向島の井ノ口喜三郎が5,000円（当時）の巨費を投じて新築し、1907年（明治40年）1月15日に新築祝式、同月19日には落成式を挙行した。1910年（明治43年）4月15日には、京阪本線開通とともに伏見駅（現在の伏見桃山駅）が大手筋東側に開業した。同年8月22日付の『大阪朝日新聞京都附録』に、長谷川宗太郎が同座の経営に乗り出し、旧来の悪弊を一掃するとの記事が掲載される。この長谷川宗太郎は、宗次郎とも呼ばれる人物であり、のちの俳優の長谷川一夫（1908年 - 1984年）の母の弟にあたり、家業の造り酒屋「名護屋」を継承しつつ、劇場経営、映画館経営を手がけ、京都市会議員にもなった人物である。同年12月10日付の『京都日出新聞』には、松竹合名（現在の松竹）が、伏見に唯一の劇場としてある大手座だけでは手狭であるとして、「伏見明治座」を建設すべく大手筋紺屋町西入ルの土地を購入との記事が掲載されているが、同計画のその後については不明である。つまりは、大手座は、明治末年の時点では、伏見唯一の劇場であった。
座主・宗太郎の甥、長谷川一夫は、幼少時から大手座に出入りし、1913年（大正2年）には、中村鶴之助一座の『菅原伝授手習鑑』に代役として子役出演、菅秀才を演じて舞台デビューしている。1927年（昭和2年）には、一夫に対して映画界入りを勧め、同年、一夫は松竹下加茂撮影所に入社している。
1928年（昭和3年）11月3日には、奈良電気鉄道桃山御陵前駅（現在の近畿日本鉄道京都線同駅）が開業した。大手座はその後も多くの芝居等を上演したが、『近代歌舞伎年表 京都篇』をみる限りでは、1934年（昭和9年）9月20日から2日間にわたって上演された女流奇術師・松旭斎天勝の引退興行の記事の後、上演記録が見当たらない。長谷川宗太郎は同座のほか、伏見帝國館、風呂屋町の伏見映画劇場（伏見松竹館）を経営した。

### 伏見帝國館
伏見帝國館は、正確な成立時期は不明であるが、芝居小屋の大手座を経営する長谷川宗太郎によって、大手筋伯耆町に開館された。1925年（大正14年）に発行された『日本映画年鑑 大正十三・四年』によれば、当時の伏見町には、日活作品を興行する伏見帝國館のほか、松竹キネマ作品を興行する常盤館の名が記載されているが、常盤館の詳細は不明である。昭和に入ると、同館は、当時の日活社長・横田永之助が社長を務める映画興行会社京都土地興業の経営である旨、記載されており、長谷川宗太郎は支配人を務めた。当時の長谷川は、京都土地興業の取締役であった。当時の同館の興行系統は日活、観客定員数850名であった。当時、伏見町内には、松竹キネマを興行する壽座（のちの伏見松竹館あるいは伏見映画劇場、経営・林義雄、丹波橋）、マキノ・プロダクションおよび東亜キネマ作品を興行する中央館（のちの伏見キネマ、経営・池上嘉一郎、北尼ヶ崎）、と同館を含めて合計3館が存在した。1930年（昭和5年）に発行された『日本映画事業総覧 昭和五年版』では、興行系統および経営は日活、長谷川が支配人のまま、観客定員数は400名に半減している。1931年（昭和6年）4月1日には、伏見区が新設され、同館が所在した地域は同区に組み入れられた。
第二次世界大戦が始まり、戦時統制が敷かれ、1942年（昭和17年）、日本におけるすべての映画が同年2月1日に設立された社団法人映画配給社の配給になり、映画館の経営母体にかかわらずすべての映画館が紅系・白系の2系統に組み入れられるが、『映画年鑑 昭和十七年版』には同館の興行系統については記述されていない。当時の同館の経営は京都土地興業、支配人は片岡茂男、観客定員数は556名にやや拡大されて記されている。同資料にみる長谷川の名は同館の記事からはているが、伏見映画劇場（のちの伏見松竹館あるいは伏見劇場、風呂屋町）の個人経営者として記載されており、その支配人は長谷川武次郎の名が記載されている。武次郎は長谷川の子息であり、長谷川一夫の従兄である。当時の同区内の映画館は、この2館のほかに中央映画劇場（のちの伏見キネマ）、伏見都館（のちの伏見都映画劇場あるいは伏見ミュージック、鑓屋町）の合計4館が存在した。
戦後は、1950年（昭和25年）前後に伏見日活館と改称している。京都土地興業を日活が吸収合併したため、日活の直営館になっていたが、1955年（昭和30年）1月、日活の一連の資産売却の方針により、函館市の大門日活館、名古屋市の日活平和映画劇揚とともに整理売却され、新たな館主のもとで伏見日活映画劇場と改称している。新しい経営者は谷口真一であった。谷口真一は、のちに伏見会館（新町4丁目）の経営母体である京阪興行の取締役を務めた人物である。1957年（昭和32年）前後には、同館の源流である大手座、所在地のある通りである大手筋にちなみ、伏見大手劇場と改称している。当時の観客定員数は、130名に縮小されていた。戦前に伏見映画劇場を経営した長谷川武次郎は、戦後も個人経営を続けた。
1962年（昭和37年）に閉館した。跡地には西友伏見店ができたが、のちに閉店して「伏見プラザ」となり、2013年（平成25年）から2019年（令和元年）まではザ・ダイソー伏見プラザ大手筋店と業務スーパーが入居、2021年（令和3年）1月から2024年（令和6年）9月まではイオン伏見プラザ店とキャンドゥイオン伏見プラザ店が営業していた（近隣に所在していたイオン伏見店の建替えに伴う仮店舗）。